# Tetranchyroderma littoralis
Tetranchyroderma littoralis är en djurart som tillhör fylumet bukhårsdjur, och som beskrevs av Chandrasekara Rao 1981. Tetranchyroderma littoralis ingår i släktet Tetranchyroderma och familjen Thaumastodermatidae.
Artens utbredningsområde är Indiska oceanen. Inga underarter finns listade i Catalogue of Life.